# Поддубки (Московская область)
Поддубки — деревня в Дмитровском районе Московской области. До 2006 года Поддубки входили в состав Внуковского сельского округа. Население — 93 чел. (2010). 
Деревня Поддубная Повельского стана в 1531 году принадлежала селу Внуково.
В  1751 году по записям Исповедальным ведомостям Внуковского церковного прихода в Поддубках в 7 крестьянских дворах проживало 48 человек (24 мужчин). Также числится 9 дворов с бобылями (20 человек).
С 2005 по 2018 года в находилась в составе городского поселения Дмитров.

## Расположение
Деревня расположена в центральной части района, примерно в полутора километрах от северо-восточной окраины Дмитрова, у истоков Дубца, правого притока реки Яхрома.
Высота центра над уровнем моря 199 м. Ближайшие населённые пункты — Внуково на юге и Игнатовка на юго-западе. У южной окраины деревни проходит автодорога А108 (Московское большое кольцо).

## Население
| 2002 | 2006 | 2010 |
| ---- | ---- | ---- |
| 74   | ↘61  | ↗93  |